# Протогеров лист
„Протогеров лист“ е български вестник, издание на Охридското благотворително братство в София.
Излиза в 2 броя на 7 юли 1930 и 7 юли 1934 година. Първият брой не е запазен. Печата се в печатница „Ел. Петков“ в 5000 тираж. Вестникът е паметен лист, посветен на Александър Протогеров и на други убити негови сподвижници протогеровисти. Сред авторите на статиите са Кирил Пърличев, Асен Златаров, Христо Силянов, Евтим Янкулов, Георги Попхристов, Лазар Симидчиев.